# Sebastián Dubarbier
Sebastián Rakan Dubarbier Bruschini, mais conhecido como Sebastián Dubarbier (La Plata, 19 de fevereiro de 1986), é um ex-futebolista argentino que atuava como meia.

## Títulos

### Clube
CFR Cluj
- Campeonato Romeno de Futebol - 2008
- Copa da Romênia - 2008, 2009[1]
- Supercopa da Romênia - 2009

### Individual
- Futebolista Estrangeiro do Ano da Liga I - 2008